# Vehiculos Automotores Mexicanos
 (avril 2024).
La mise en forme du texte ne suit pas les recommandations de Wikipédia : il faut le « wikifier ».
Les points d'amélioration suivants sont les cas les plus fréquents :
- Les titres sont pré-formatés par le logiciel. Ils ne sont ni en capitales, ni en gras.
- Le texte ne doit pas être écrit en capitales (les noms de famille non plus), ni en gras, ni en italique, ni en « petit »…
- Le gras n'est utilisé que pour surligner le titre de l'article dans l'introduction, une seule fois.
- L'italique est rarement utilisé : mots en langue étrangère, titres d'œuvres, noms de bateaux, etc.
- Les citations ne sont pas en italique mais en corps de texte normal. Elles sont entourées par des guillemets français : « et ».
- Les listes à puces sont à éviter, des paragraphes rédigés étant largement préférés. Les tableaux sont à réserver à la présentation de données structurées (résultats, etc.).
- Les appels de note de bas de page (petits chiffres en exposant, introduits par l'outil «  Source ») sont à placer entre la fin de phrase et le point final[comme ça].
- Les liens internes (vers d'autres articles de Wikipédia) sont à choisir avec parcimonie. Créez des liens vers des articles approfondissant le sujet. Les termes génériques sans rapport avec le sujet sont à éviter, ainsi que les répétitions de liens vers un même terme.
- Les liens externes sont à placer uniquement dans une section « Liens externes », à la fin de l'article. Ces liens sont à choisir avec parcimonie suivant les règles définies. Si un lien sert de source à l'article, son insertion dans le texte est à faire par les notes de bas de page.
- La présentation des références doit suivre les conventions bibliographiques. Il est recommandé d'utiliser les modèles {{Ouvrage}}, {{Chapitre}}, {{Article}}, {{Lien web}} et/ou {{Bibliographie}}. Le mode d'édition visuel peut mettre en forme automatiquement les références.
- Insérer une infobox (cadre d'informations à droite) n'est pas obligatoire pour parachever la mise en page.

Pour une aide détaillée, merci de consulter Aide:Wikification.
Si vous pensez que ces points ont été résolus, vous pouvez retirer ce bandeau et améliorer la mise en forme d'un autre article.

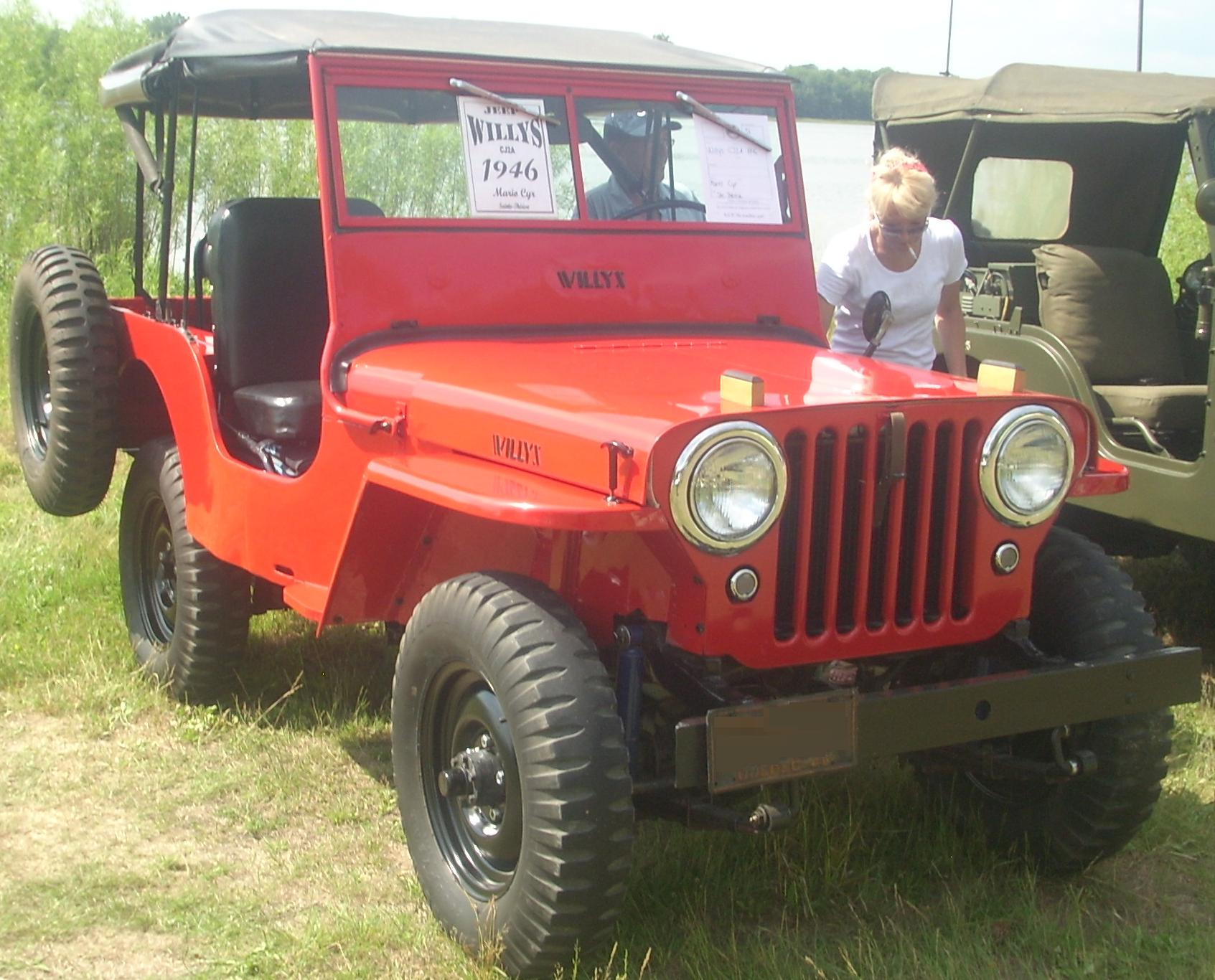
Willys Jeep CJ-2A, le premier modèle produit par la société Willys Mexicana en 1948

Vehiculos Automotores Mexicanos SA - VAM est un constructeur automobile mexicain créé en 1946 et disparu en 1986.

## Histoire
En 1946, la Société Mexicaine de Crédit Industriel (SOMEX) crée une société pour l'importation et la distribution au Mexique, de la célèbre Jeep Willys, sous le nom de Willys Mexicana SA et nomme le lieutenant Gabriel Fernández Sáyago comme directeur général. En 1948, la société devient également assembleur sous licence de Willys-Overland. Le 11 mars 1953, une usine d'assemblage de 14 000 m2 est inaugurée au Norte 65 n° 1099 dans la colonie industrielle Vallejo México, d'une capacité de 10 000 exemplaires annuels. Le 22 avril 1954, le peso est dévalué par rapport au dollar, affectant fortement l’ensemble de l’industrie automobile. À partir de 1956, Willis-Overland do Brasil a produit des versions 4X4 et 4X2 équipées de moteurs essence Willys six cylindres en ligne de 2,6 ou 3,0 litres de cylindrée importés des USA.
Le 2 mai 1960, Willys Mexicana signe un accord de coopération avec American Motors Corporation-AMC pour importer en CKD, assembler et commercialiser l'AMC Rambler sur le marché mexicain.
Le 23 août 1962, le gouvernement de López Mateos publie un décret qui servira de base au passage du simple assemblage à la fabrication automobile, avec 60 % de contenu national, en trois ans. L'importation de véhicules finis est interdite. Le nombre de modèles et leur finition sont réglementés. Le nombre d'assembleurs autorisés est réduit de 30 à 9 dont 4 pour les véhicules populaires (avec contraintes de localisation).
En décembre 1963, conformément à la Loi, la société est renommée Vehículos Automotores Mexicanos, SA - VAM, entreprise multinationale à capital mixte, détenue à 60% par SOMEX (société financière contrôlée par le gouvernement) et 40% répartis entre AMC et KJC (Kaiser-Jeep Corp., résultat de l'acquisition de Willys par Kaiser en 1954). L'entreprise poursuit son activité d'importation et d'assemblage de voitures et de camions légers sous licence de Willys, AMC, Jeep, Chrysler et Renault, mais concevait également ses propres véhicules basés sur des plates-formes AMC.
En 1966, la Régie Renault France fonde une filiale Renault Mexicana, SA pour la vente d'automobiles assemblées sous licence par DINA SA, par un réseau de 55 concessionnaires,

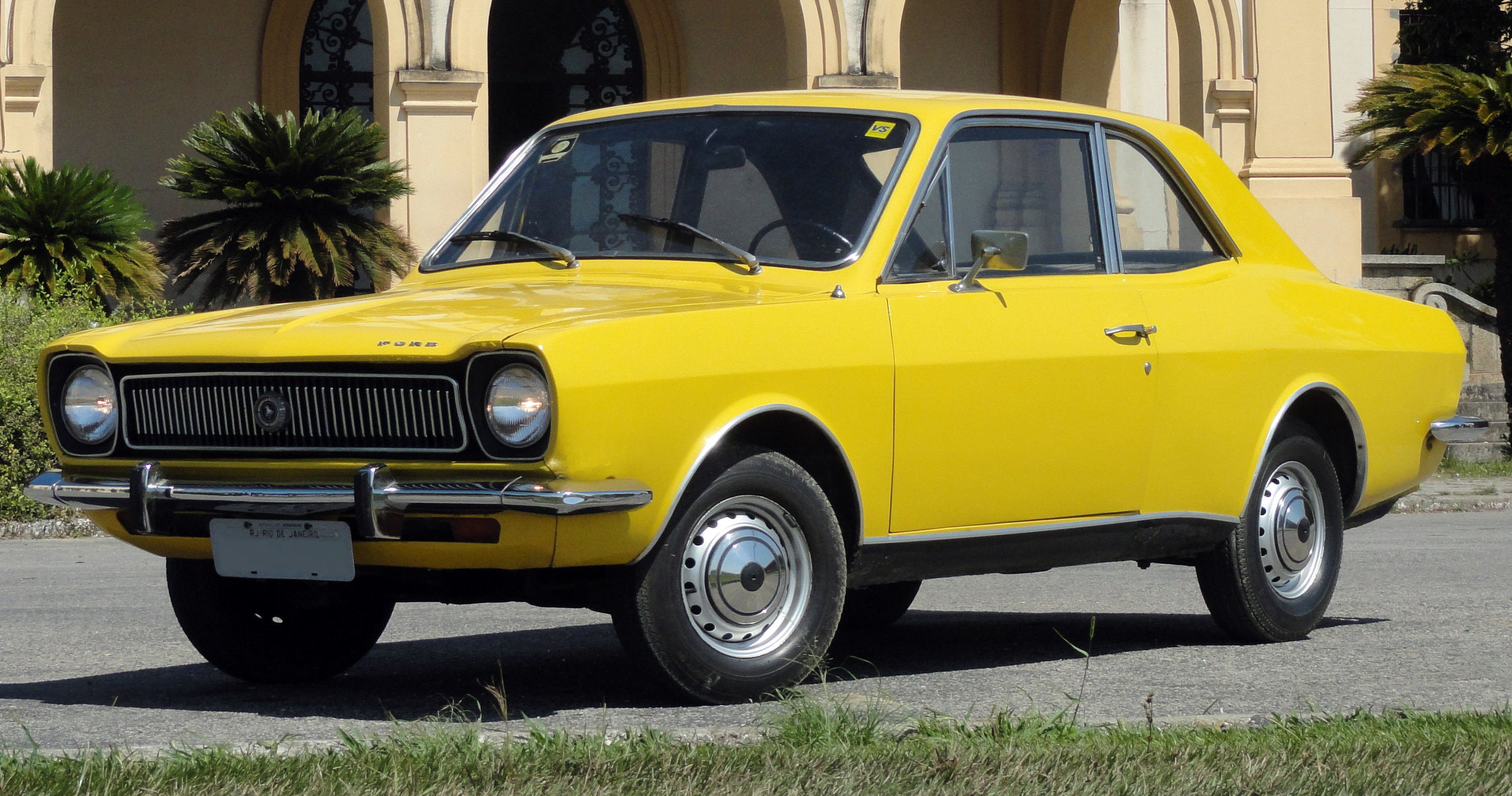
Ford Corcel

Le 9 octobre 1967, Ford do Brasil prend le contrôle de Willys-Overland do Brasil et continue la production des véhicules sous la marque Ford-Willys : Itamaraty, Aero et Gordini III. Début 1968, la Gordini IV est lancée dont la seule nouveauté sont les nouvelles couleurs. Ce sera la dernière Renault produite par Ford-Willys do Brasil. Renault tente de racheter son partenaire brésilien, mais la Régie Renault échoue et doit céder ses parts à Ford. La production de tous les modèles Renault s'achève en mars 1968 après le lancement de la Ford Corcel, qui n'est autre que la future Renault 12 présentée deux ans plus tard.
En 1981, après 25 ans de production avec seulement de très légères modifications, la Jeep CJ-5 laisse sa place à la CJ-7, plus longue et beaucoup plus confortable, avec une option de transmission automatique. VAM connait son volume de ventes le plus élevé jamais réalisé : 23 071 exemplaires, mais perd encore des parts de marché pour tomber à 7 % du total. Un accord est signé avec la Régie Nationale des Usines Renault, entreprise étatique, propriété du gouvernement français, par lequel SOMEX, principal actionnaire de VAM, prend le contrôle de Renault de México et une participation au capital de Renault France. Le but était de mettre en production rapidement le projet X-42 d'AMC (connu plus tard sous le nom de Renault Alliance) à Vallejo en deux versions : l'une avec des spécifications AMC distribuée par le réseau VAM sous le nom de VAM Alliance et l'autre avec des spécifications européennes pour les concessionnaires Renault, sous le nom de Renault 9.
L'effondrement de l'économie mexicaine en 1982 avec la nouvelle dévaluation du peso et la nationalisation de la banque López Portillo, a conduit à un blocage brutal du marché automobile et le groupe SOMEX, au bord de la faillite, a entraîné VAM qui a du suspendre ses paiements et peu de temps après, arrêter la production.
En 1983, compte tenu de la situation financière du Groupe SOMEX, l'accord signé avec la RNU Renault est annulé. Des négociations débutent en fin d'année pour vendre VAM à Renault, une proposition logique à la suite des liens créés entre AMC et Renault. Un accord est finalement trouvé au printemps 1984, la Régie Renault, via AMC rachète pour 30 millions US$ la participation du gouvernement mexicain dans VAM et Renault do Mexico. VAM, redémarre la production en proposant une gamme réduite de Rambler, essentiellement pour respecter ses engagements envers les fournisseurs et reconstituer ses stocks. Au total, seulement 1 411 véhicules ont été produits, y compris les nouveaux modèles Gremlin et Rallyes, clôturant ainsi «l'ère Rambler» de Willys Mexicana / Mexican Automotive Vehicles SA, après 23 ans et 272 366 exemplaires assemblés. Le gouvernement mexicain conserve toujours à ce jour (2016) les droits sur le nom et la marque VAM.
Durant la période 1984-1986, sous la gestion de Renault, la production de Jeep se poursuit. La Wagoneer connaît un succès particulier et devient une référence comme véhicule de luxe, après l'arrêt du Caprice (1983) et du Gran Marquis (1984). Cependant, la Régie Renault ne veut  pas prendre en considération l'adaptation réussie du moteur 6 cylindres AMC sur la XJ et décide de ne pas fabriquer le modèle. En revanche, les responsables de Jeep, qui ont eu connaissance du projet, ont demandé une copie du prototype. Peu après, le Cherokee Sport fera son apparition aux États-Unis avec le moteur 6 cylindre de la Rambler. Dans un marché mexicain déprimé, l'usine VAM exploitant moins de la moitié de sa capacité de production installée, sans générer le moindre bénéfice, la RNU Renault décide de se retirer du Mexique, fermant définitivement les unités opérationnelles de VAM et vend le site industriel de Cd. Sahagun, où étaient fabriquées les Renault Alliance et Encore, en fin d'année 1986. Un an plus tard, Renault se retire également des États-Unis, vendant sa participation dans American Motors à Chrysler Corporation et met fin au dernier vestige Rambler, l'Eagle 4x4, le 14 décembre 1987

## Modèles produits

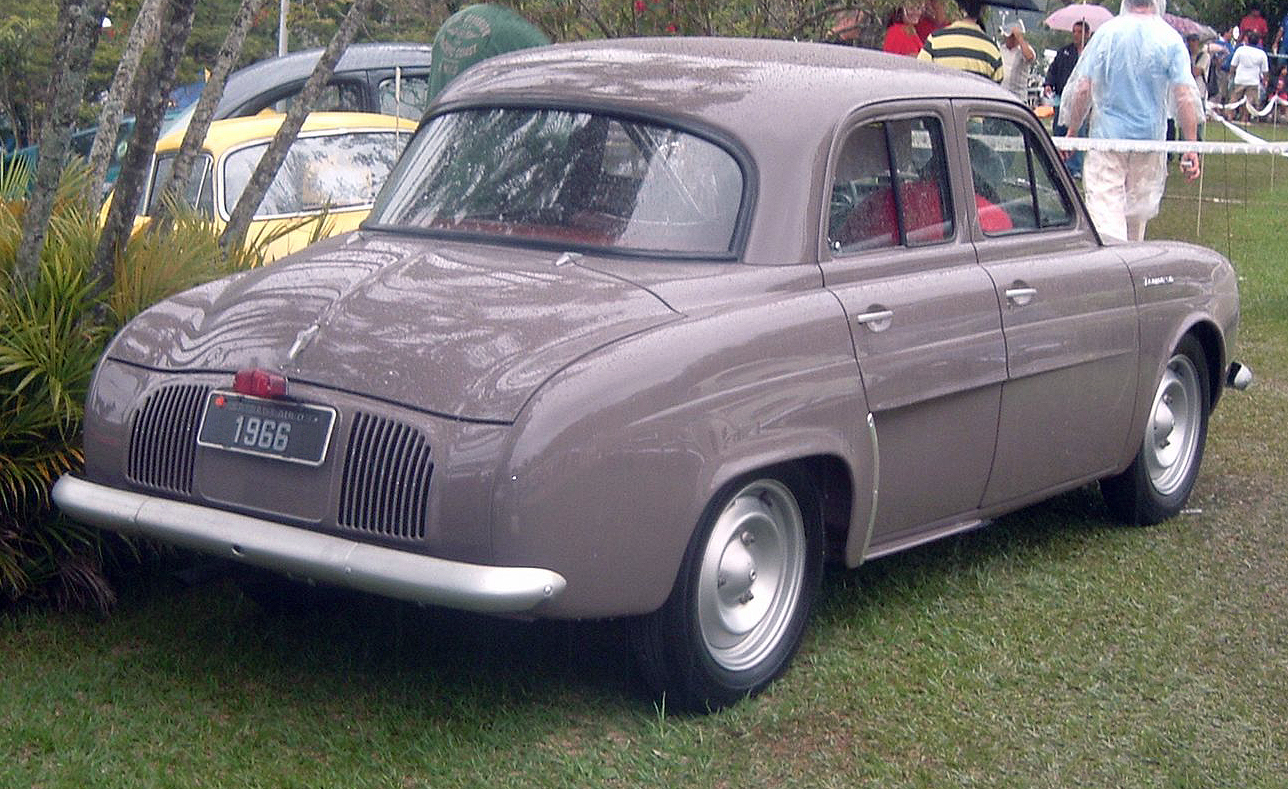
Renault Dauphine Teimoso du pauvre dépouillée à l’extrême, sans feux arrière !

Lors de sa création en 1946, l'entreprise importait des modèles finis mais a commencé à assembler localement sous licence des modèles Jeep à partir de 1953 et, à partir de 1954, des modèles American Motors Corporation-AMC. Au début des années 1960, Willys Mexicana produisait environ 2 000 Jeep et 1 000 Rambler par an, ainsi que 2 000 autres véhicules, dont des Peugeot et des Datsun. La plupart des modèles VAM imitaient les versions américaines AMC, mais avec d'importantes différences esthétiques et mécaniques. Dans les années soixante, VAM a produit la Rambler American, l'AMC Rebel (en) appelée "Rambler Classic" et l'AMC Javelin. À la fin des années 1960, la production des modèles Jeep est tombée à un peu plus de 1 000 exemplaires par an tandis que celle de la Rambler a grimpé à près de 10 000.
Dans les années 1970, VAM a produit la gamme complète d'AMC Hornet, d'abord appelée « Rambler American » et, à partir de 1975, simplement « American », ainsi qu'une version sportive « Rambler American Rally » (plus tard « American Rally »). La Concord Hatchback s'appelait « American Rally AMX ». Les modèles Rambler Classic, AMC Gremlin, Javelin et Pacer ont été commercialisés sous leurs noms américains d'origine. Les modèles AMC Matador Sedan (en) étaient appelés « Classic DPL » depuis 1972, et la Matador Coupé était produite dans une version sportive appelée « Classic AMX » et en version luxe « Classic Brougham ».
Au cours des années suivantes, VAM a renommé les variantes de l'AMC Spirit : la sportive Rally AMX, la luxueuse Rally SST et la Racing Rally GT. La version AMC Concord (en) a conservé son nom américain, Basic et GFS, ECD et DL. Certains modèles VAM mélangeaient et adaptaient des composants de carrosserie d'autres modèles de voitures américaines. Exemple de voitures uniquement mexicaines : le modèle Hornet 2 portes de 1977 comportait la partie avant de la Gremlin de 1977-78. Beaucoup étaient dotés de moteurs légèrement différents, tous les intérieurs étaient entièrement originaux mais de modèles ou des noms différents de ceux de leurs homologues des États-Unis et du Canada. Tous étaient basés sur des carrosseries américaines et utilisaient les mêmes pièces. La plupart des carrosseries utilisaient des pièces de modèles américains de la même année, mais les années et les modèles parfois, étaient mélangés. Par exemple, VAM a construit des Gremlin de 1974 à 1976, en utilisant les grilles et les ailes de l'AMC Hornet de 1977.
VAM a produit une carrosserie originale indisponible aux États-Unis et sur tout autre marché, la VAM Lerma (du nom de la ville de l'usine où elle a été produite). La Lerma avait une carrosserie « découpée et soudée ». La partie arrière était celle de la VAM Rally berline (appelée AMC Spirit aux Etats-Unis), découpée et soudée à une VAM American (AMC Concord aux Etats-Unis), dans les versions 2 et 4 portes. Cette idée a été présentée à AMC, mais les coûts de production utilisant la méthode de découpe et de soudure étaient prohibitifs aux États-Unis.
Tous les moteurs VAM étaient de conception AMC, construits sous licence au Mexique. Cependant, VAM a ajouté des fonctionnalités uniques pour faire face à l'altitude du Mexique et au faible indice d'octane du carburant vendu dans le pays. Cela comprenait le moteur 6 cylindres en ligne d'une cylindrée de 4 621 cm3 (le moteur de 4 228 cm3 avec un alésage augmenté de 4 mm), non disponible chez AMC. L(augmentation de la cylindrée a permis de compenser la perte de puissance due à l'altitude et à l'indice d'octane du fait que VAM ne proposait pas le moteur V8 en option.
En 1982, à cause de la dévaluation du peso en février, le groupe SOMEX se déclare en faillite et entraîne avec lui ses filiales, parmi lesquelles VAM. En 1983, VAM est vendu à la Régie Renault qui a continué la fabrication des modèles AMC Rambler jusqu'en février 1984. La production a totalisé 272 366 exemplaires.
En 1982, le département d'ingénierie de VAM a travaillé sur un prototype, la Jeep Cherokee (XJ) , et l'a équipé du moteur 6 cylindres en ligne de VAM. AMC a été très intéressé par le projet, qui a finalement conduit à la Jeep Cherokee XJ de 1987.

### Willys Mexicana, SA - WM (1946-63)
- Jeep CJ-3B (1953-55)
- Jeep CJ-5 (1955-63)[6]
- Willys Aero (1953-63)
- Willys Rural (1956-63)
- Jeep CJ-5[6]
- AMC Rambler American
- AMC Rambler Classic
- Jeepster Commando
- Renault Dauphine (1960-63) - 23 887 ex.[7],

- Modèles d'autres marques : Austin, Alfa Romeo, Datsun, Jaguar et Peugeot.

### Vehiculos Automotores Mexicanos, SA - VAM (1964-86)
- Modèles Jeep
  - Willys Aero (1964-72) - production totale = 99,621 exemplaires[8],
  - Willys Itamaraty (1966–1971) 17 243 ex.[8],
  - Willys Rural (1964-69) puis Ford Willys F-75 (1970-83) - 182 000 ex[9].
  - Jeep CJ-5 (1957-67)[6]
  - Jeep CJ-6 (1957-67)
  - Jeep Wagoneer (1965-86)
  - Jeep Gladiator (1965-86)
  - Jeepster Commando (1966)
  - Jeep CJ-7 Renegade (1980-86)
  - Jeep CJ-10 (1983-86) 500 ou 600 ex[10].

- Modèles AMC
  - VAM Rambler (1960-1984) 272 366 exemplaires tous modèles confondus produits en 23 ans.
  - VAM Rambler Classic - basée sur l'AMC Rebel (en) (1963-76),
  - VAM Rambler American - basée sur l'AMC Hornet (1965)[11],
  - VAM Rambler American Rally - version sportive de la VAM Rambler American[12],
  - VAM American - basée sur l'AMC Hornet (1970),
  - VAM American Rally - version sportive de la VAM American (1969),
  - VAM American Rally AMX - basée sur l'AMC Concord (en)[13],
  - VAM Gremlin (1974),
  - VAM Classic DPL - basée sur l'AMC Matador (en) berline[14],
  - VAM Classic AMX - version sportive basée sur l'AMC Matador coupé[15],
  - VAM Classic Brougham - version luxueuse basée sur l'AMC Matador coupé[16],
  - VAM Rally AMX - version sportive de l'AMC Spirit[17] (1978),
  - VAM Rally SST - version luxueuse de l'AMC Spirit (1980),
  - VAM Rally GT - version puissante de l'AMC Spirit (1980),
  - VAM Lerma - véhicule conçu par VAM basée sur l'AMC Concord avec le hayon de l'AMC Spirit[18] (1981-86)

- Utilitaires VAM (Licence DINA-General Motors)
  - D1000 pick-up (1975)
  - D3000 (1975)
  - J3M (1977-82)

- Modèles Renault
  - Dauphine Gordini (1960-63) - 41 773 ex.[7],
  - Willys Alpine Interlagos (1961-66) - 822 ex
  - Dauphine Teimoso la Dauphine du pauvre (1965-mars 68) - 8 967 ex.[19],

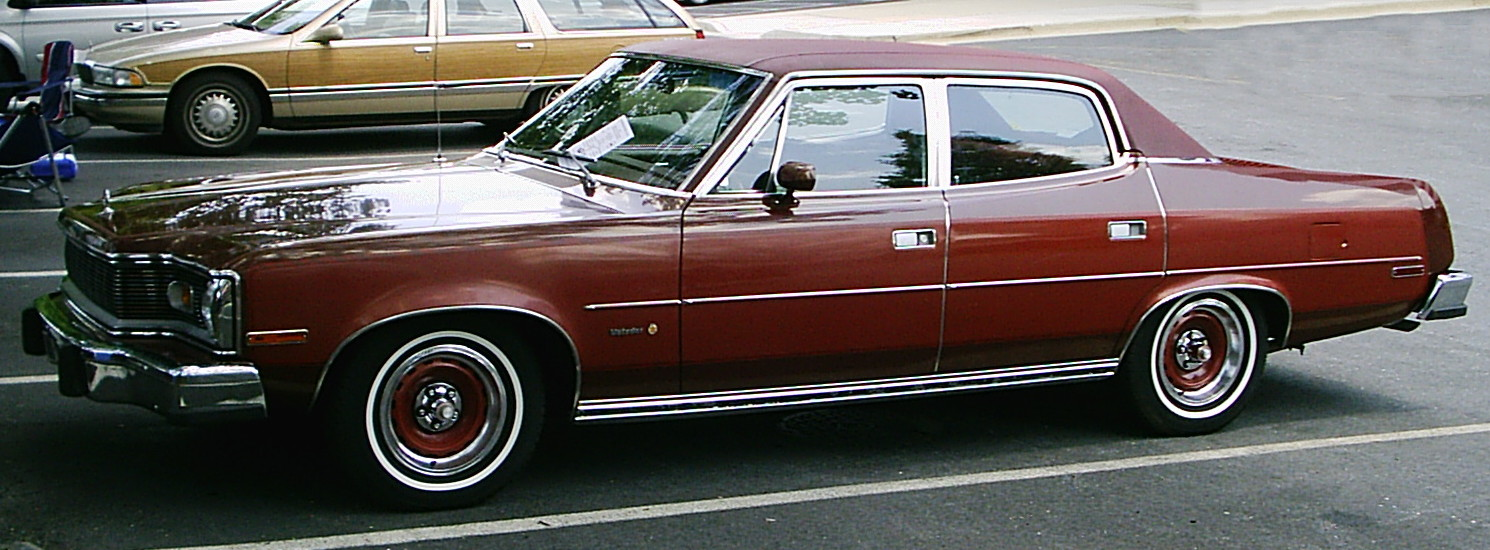
VAM Classic DPL (base AMC Rambler)
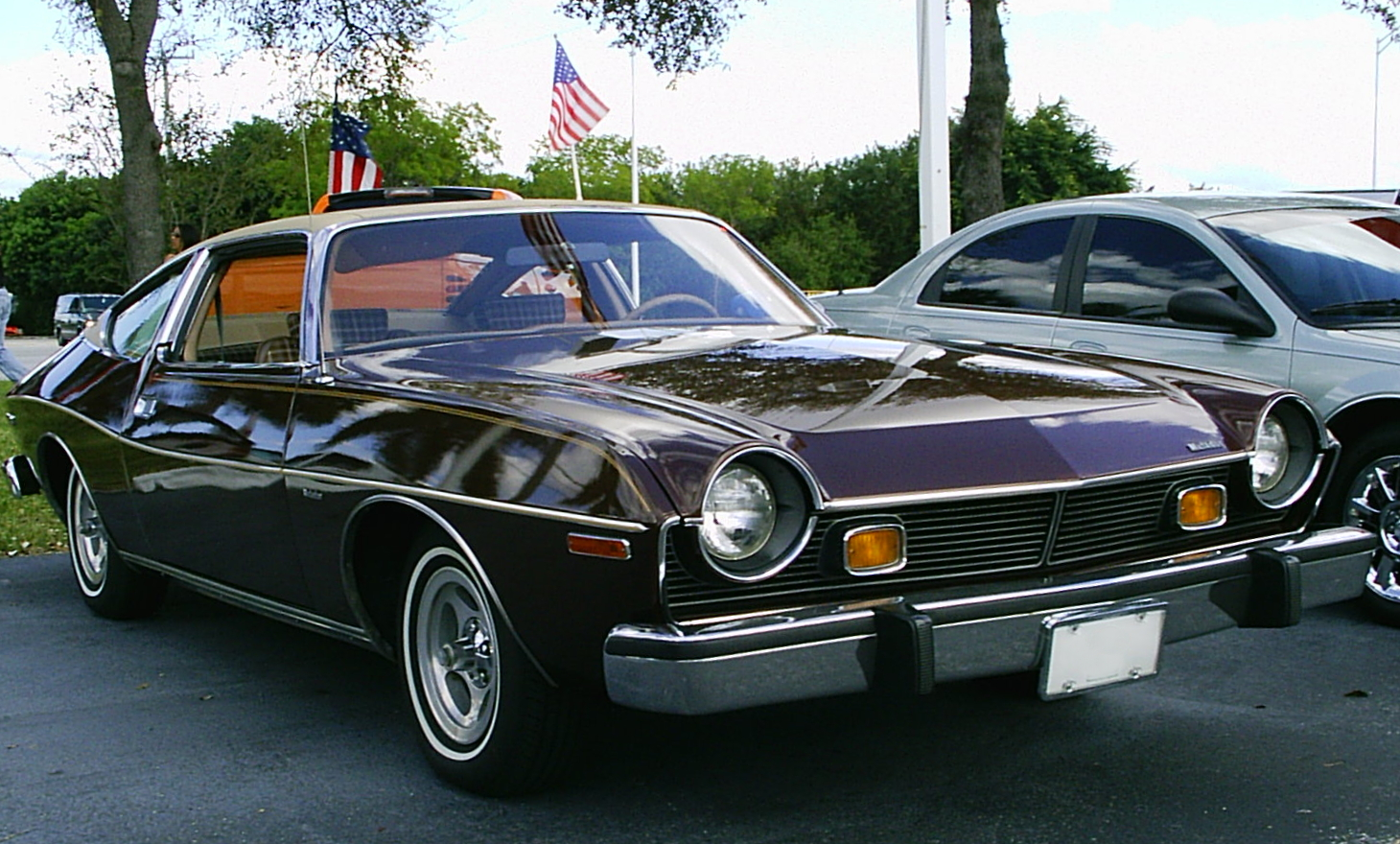
AMC Matador Coupe commercialisé comme VAM AMX Classic & Brougham Classic
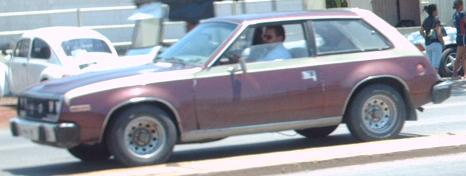
VAM Gremlin (base AMC Gremlin & AMC Spirit Kammback
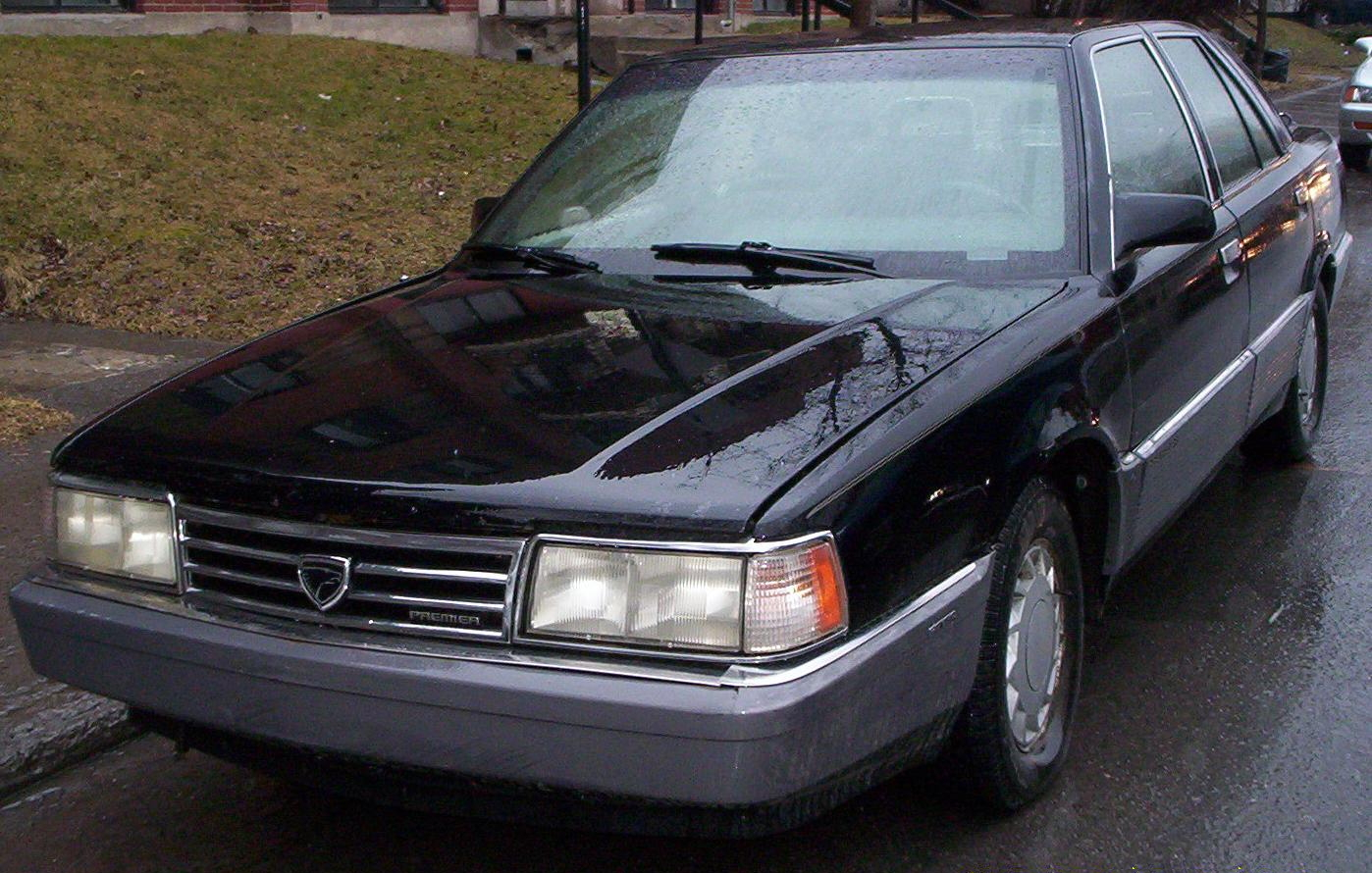
Version modifiée de l'AMC Eagle Premier (dernier modèle produit par VAM en 1987)
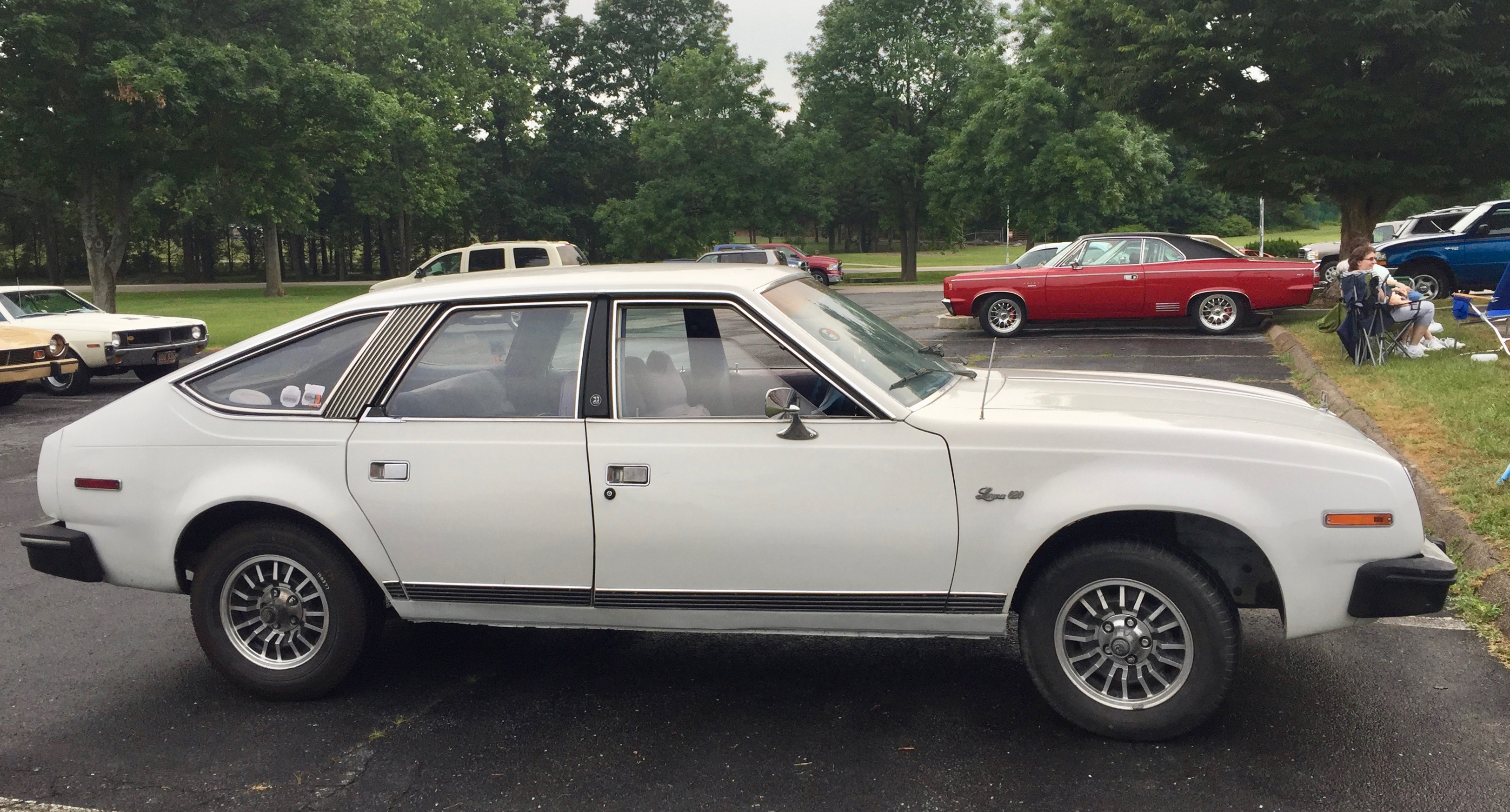
VAM Lerma
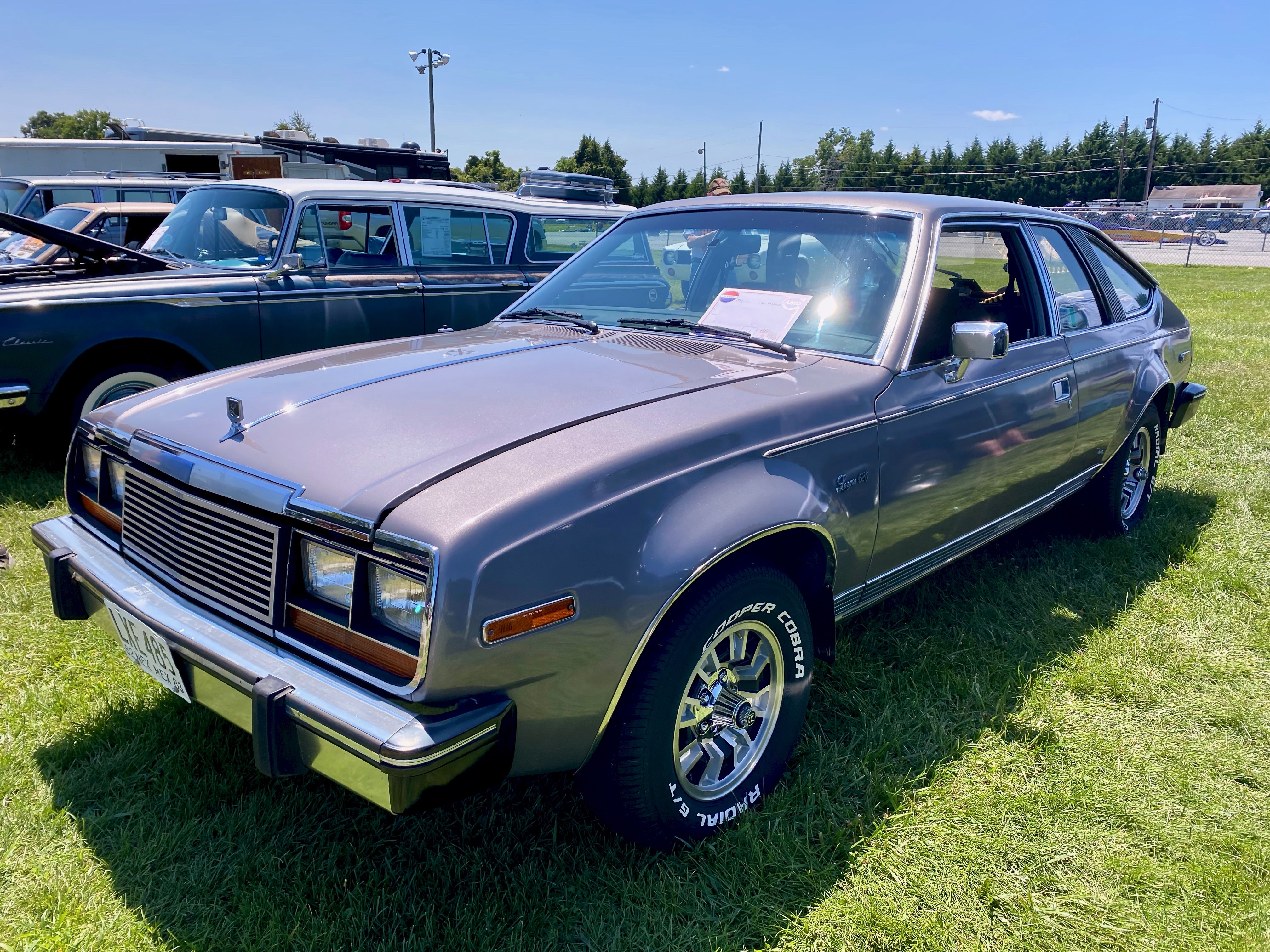
VAM Lerma (1982)